# Frassem
Frassem (Luxemburgs: Fruessen) is een plaats nabij Bonnert in de Belgische gemeente Aarlen in de Provincie Luxemburg.
In Frassem is een arboretum met meer dan vijftig verschillende inheemse bomen, fruitbomen en struiken.

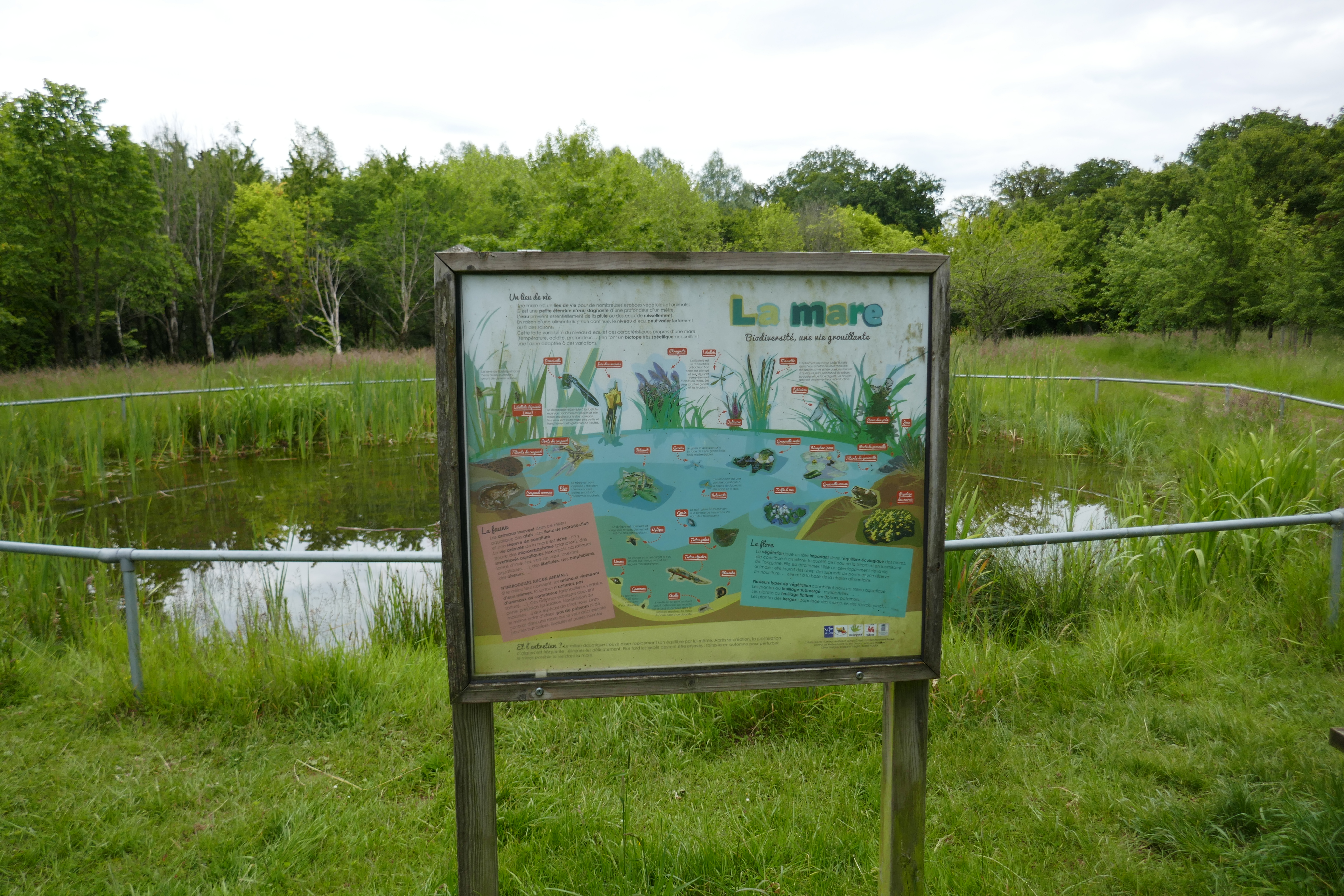
Vijver in het arboretum

Deelgemeenten: Aarlen · Autelbas-Barnich · Bonnert · Guirsch · Heinsch · Toernich

Overige kernen: Autelhaut · Barnich · Clairefontaine · Fouches · Frassem · Freylange · Heckbous · Rosenberg · Sampont · Schoppach · Sesselich · Seymerich · Stehnen · Sterpenich · Stockem · Udange · Viville · Waltzing · Weyler · Wolberg

Belgische gemeenten · Arrondissement Aarlen · Luxemburg · Wallonië